# 杜渊泉
杜渊泉（1956年5月—），男，汉族，吉林桦甸人，中华人民共和国政治人物，曾任国有重点大型企业监事会主席。